# Furchenzahn-Baumwollratte
Die Furchenzahn-Baumwollratte (Sigmodon alstoni) ist ein Nagetier in der Familie der Wühler, das im Norden Südamerikas vorkommt.
Der Artzusatz im wissenschaftlichen Namen ehrt den britischen Zoologen Edward R. Alston.

## Merkmale
Erwachsene Exemplare erreichen eine Kopf-Rumpf-Länge von 106 bis 152 mm, eine Schwanzlänge von 72 bis 102 mm und ein Gewicht von durchschnittlich 74 g. Die Hinterfüße sind mit 30 bis 36 mm Länge im Verhältnis zum Körper groß. Die Haare des Fells der Oberseite sind gebändert in verschiedenen Brauntönen, was die klassische Fellzeichnung agouti ergibt. Auf der Unterseite kommt graues Fell vor. Die Furchenzahn-Baumwollratte hat gelbe Augenringe. Wie der deutsche Name der Art andeutet, sind die breiten oberen Schneidezähne mit tiefen Furchen ausgestattet und nach hinten geneigt (Opisthodontie). Der Schädel ist durch ein langes Nasenbein gekennzeichnet. Die ersten molaren Zähne im Unterkiefer besitzen nur drei voll entwickelte Wurzeln.

## Verbreitung
Die Art kommt mit mehreren voneinander getrennten Populationen in Kolumbien, Venezuela, Guyana, Suriname, Französisch-Guayana sowie im Nordosten Brasiliens vor. Die Furchenzahn-Baumwollratte lebt im Flachland und in Gebirgen bis etwa 1300 Meter Höhe. Sie hält sich in Savannen, auf Weideflächen, in Landschaften mit Gebüsch und in Gärten auf.

## Lebensweise
Die Exemplare können tags und nachts aktiv sein. Sie halten sich grundsätzlich auf dem Boden auf und legen Trampelpfade an. Die Nahrung besteht aus grünen Pflanzenteilen, wie Gräsern, aus Samen und Pilzen, die gelegentlich mit Insekten komplettiert werden. Wenn die Art ihre Nahrung auf Ackerflächen sammelt, wird sie als Schadtier betrachtet.
Diese Baumwollratte legt Nester im Schutz von umgefallenen Bäumen, Steinen oder großen Grasballen an. Sie nutzt auch unterirdische Baue, die andere Säugetiere geschaffen haben, als Unterschlupf. Unabhängig von Zeiten mit Trockenheit oder Überschwemmungen können Weibchen über das ganze Jahr Nachkommen zeugen. Ein Wurf besteht gewöhnlich aus fünf Jungtieren.

## Bedrohung
Für den Bestand der Art liegen keine Bedrohungen vor. Sie kommt in geeigneten Habitaten häufig vor. Die Furchenzahn-Baumwollratte wird von der IUCN als „nicht gefährdet“ (least concern) gelistet.